# 프로스타글란딘 F2α
프로스타글란딘 F2α(prostaglandin F2α, PGF2α)은 분만유도와 낙태에 사용되는 약물로, 자연적으로 존재하는 프로스타글란딘이다. 디노프로스트(Dinoprost) 등으로 불리기도 한다. 프로스타글란딘은 몸 전체에 걸쳐 분포하는 지질로 호르몬과 비슷한 기능을 한다. 임신 중 PGF2는 자궁의 수축을 유지하고 자궁근육층의 허혈을 일으켜 분만을 가속화하고 분만 중 심각한 혈액 손실을 예방하는 역할을 한다. 또한 PGF2는 자연적인 분만 과정에도 관련되어 있다. 만삭 상태일 때에 비해 분만 중일 때 산모의 체액에서 PGF2 농도가 더 높다. 한편 프로스타글란딘은 가축에서 자궁의 감염을 치료하는 데에도 사용된다.
PGF2α의 동형인 '8-아이소-PGF2α'는 자궁내막증 환자에서 양이 크게 올라가 있는데, 이는 해당 물질이 자궁내막증 관련 산화 스트레스와 관련이 있을지도 모른다고 시사한다.

## 작용 기전
PGF2α는 프로스타글란딘 F2α 수용체에 결합하여 작용한다. 자궁의 옥시토신 농도가 높아지면 이에 반응하여 PGF2α가 분비되며, 이로 인해 황체용해 활성과 옥시토신 분비가 모두 자극된다. PGF2α는 자궁 옥시토신 농도 상승과 관련되어 있기 때문에, PGF2α와 옥시토신이 양성 되먹임 고리를 형성하며 황체의 퇴행을 촉진한다는 근거가 있다. 또한 PGF2α와 옥시토신은 프로게스테론의 생산을 억제하는데, 프로게스테론은 백체의 발생을 촉진하는 호르몬이다. 반대로 프로게스테론 농도가 높아지면 PGF2α와 옥시토신의 생산이 억제된다. 배란 직후에는 프로게스테론 농도가 크게 증가하기 때문에 PGF2α 생산이 억제되며, 이후 프로게스테론 농도가 감소하면 PGF2α 농도가 상승한다.

## 의학적 사용
몸이나 양막낭에 PGF2α를 투여하면 투여한 용량에 따라 분만을 유도하거나 낙태를 일으킬 수 있다. 하루에 1~4mg 정도의 저용량을 투여할 경우 자궁 근육의 수축을 자극하여 분만을 돕는 역할을 한다. 그러나 임신 제1삼분기에 사용하거나 하루 40mg 정도의 고용량을 투여할 경우 황체를 분해시켜 낙태를 일으킬 수 있다. 정상적인 황체는 프로게스테론을 생산하여 임신을 유지하는 역할을 한다. 이때 태아는 자궁 밖에서 생존할 수 없으므로 프로게스테론이 부족해지면 태아가 사망하게 된다.

## 생합성
인체 내에서 PGF2α는 여러 가지 단계에 걸쳐 합성된다. 먼저 인지질분해효소 A2(PLA2)는 인지질이 아라키돈산으로 변환되는 과정을 촉진한다. 아라키돈산은 모든 프로스타글란딘이 형성되는 과정의 기본이 된다. 아라키돈산은 두 종류의 고리형 산소화효소(COX), 즉 COX-1과 COX-2와 반응하여 중간산물인 프로스타글란딘 H2(PGH2)를 만든다. 이때 고리형 산소화효소를 PGH 합성효소라고도 한다. 마지막 과정에서 PGH2는 조직마다 특이적으로 존재하는 이성질화효소에 의해 PGI2, TXA2, PGE2, PGD2, PGF2α 등 각기 다른 프로스타노이드로 변환된다. PGF2α의 경우, PGH2가 알도오스 환원효소(AKR1B1)와 반응하여 PGF2α를 형성한다.

## 유사체
다음의 약들은 프로스타글란딘 F2α의 유사체이다. 이들은 고안압증이나 녹내장의 약물 치료에 이용되기도 한다.
- 라타노프로스트
- 비마토프로스트
- 우노프로스톤
- 카보프로스트 - 심각한 분만후출혈을 치료하거나, 보통 임신 13~20주경에 낙태를 유도하기 위해 사용하기도 한다.[14]
- 타플루프로스트
- 트라보프로스트